# Porcelaine de Limoges
Pour les articles homonymes, voir Limoges (homonymie).
La porcelaine de Limoges est une production industrielle traditionnelle de porcelaine, attestée dans la ville française de Limoges et dans sa région. Elle est née, entre 1765 et 1770, de la découverte de kaolin à proximité de Limoges, matériau indispensable à la production de cette céramique dure et translucide.
Avec celle de Sèvres, c'est l'une des deux principales productions porcelainières de France, et la seule issue d'un véritable territoire de production, organisé autour de la ville de Limoges, dans le département de la Haute-Vienne, représenté par plusieurs entreprises encore en activité dont certaines sont pluriséculaires.

## Appellation
Depuis 2017, l'indication d’origine « Limoges » bénéficie de la reconnaissance et de la protection d’une appellation d'origine sous la forme d'une indication géographique,. Cependant, depuis une décision du tribunal de commerce de Limoges, dès 1962, la dénomination « Limoges » était réservée à la porcelaine fabriquée et décorée à Limoges. L'historien Florent Le Bot explique que cette question d'une marque distinctive est en débat à Limoges depuis au moins le début du XXe siècle. Ce débat s'est intensifié avec l'accroissement de la concurrence internationale (Allemagne et Tchécoslovaquie, États-Unis et Japon notamment). Dans les années 1930, une marque collective « Limoges-unique France » est même adoptée par les entreprises, avec un marquage spécifique des produits. Le cahier des charges du produit n'étant pas spécifié, la marque, « ne qualifiant rien du tout en termes de qualité » a été un échec et abandonnée dès la fin des années 1930.

## Historique

### Origines

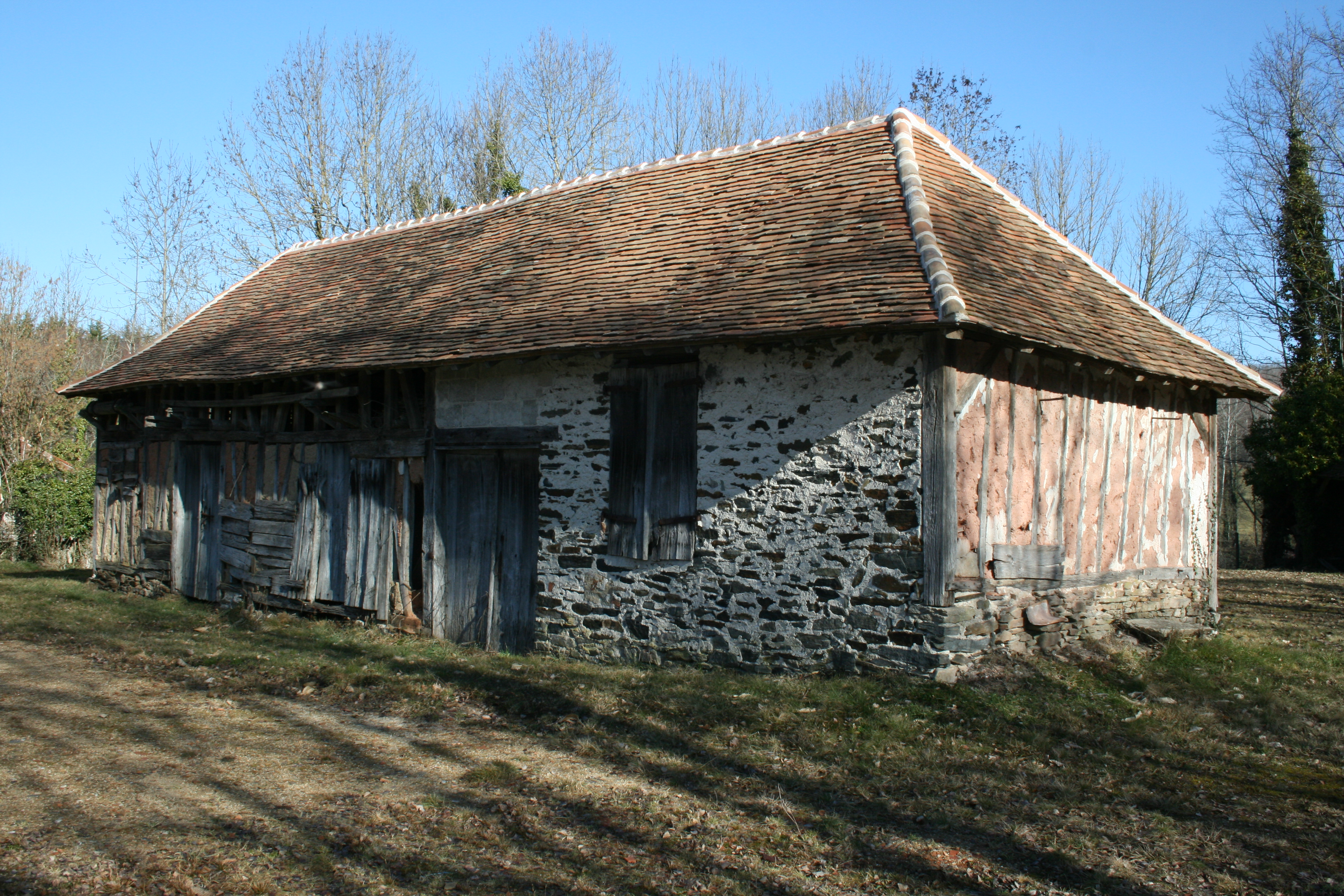
Marcognac, site d'extraction du kaolin

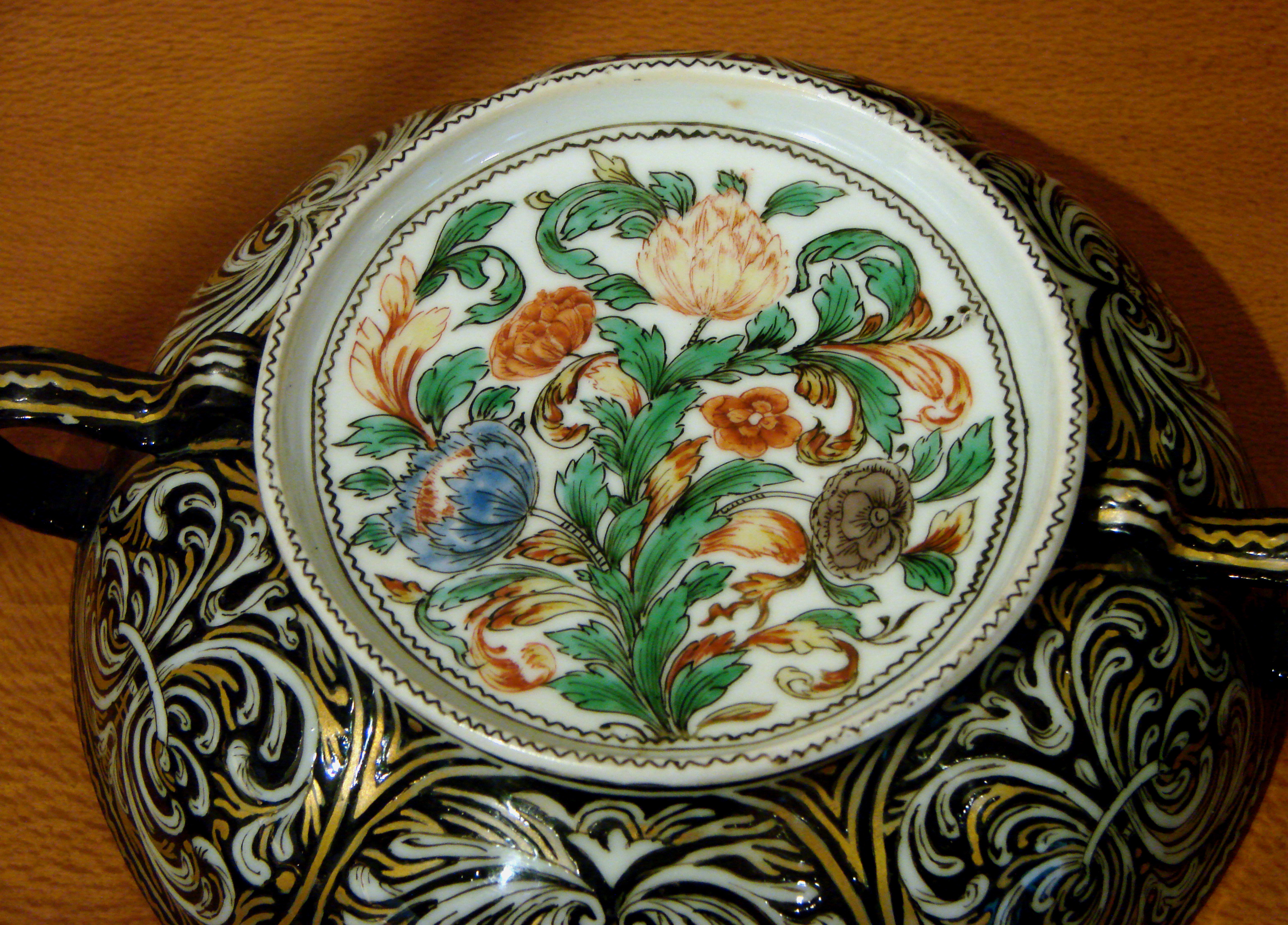
Dessous d'une coupe à décor végétal européen (d'une paire). Dynastie Qing, fin de la période Kangxi (1662-1722). Porcelaine chinoise destinée à l'exportation, imitant une coupe émaillée de Limoges du XVIIe siècle, et portant le monogramme de Jacques Laudin. Musée Guimet, Paris.

En 1710, Frédéric-Auguste Ier de Saxe dit Auguste le Fort, le prince-électeur de Saxe, fonde à Meissen la première manufacture de porcelaine d'Europe. L'Europe entière l'envie mais les mines de kaolin sont rares. Ce n'est que vers 1767 que le gisement français est découvert.
François-Xavier d'Entrecolles, père jésuite résidant à Jingdezhen, en Chine, étudie et révèle en 1712 la composition et les secrets de fabrication de la porcelaine chinoise. Il est à l'origine de la production de la porcelaine véritable en France et en particulier à Limoges. 
Il détaille la technique de fabrication de la porcelaine chinoise dans deux lettres restées célèbres, en date du 1er septembre 1712 et du 25 janvier 1722. Tout au long du XVIIIe siècle arrivent en France nombre d’albums illustrés reproduisant les différents stades de la fabrication, ainsi que des échantillons de kaolin, qui se révélèrent fondamentaux pour la production de la porcelaine véritable.

### Débuts de l'industrie limougeaude
Si l'on[style à revoir] met au jour une substance très proche des kaolins en Saxe dès 1705, le gisement de Saint-Yrieix-la-Perche, proche de Limoges, n'est découvert qu'en 1767 par le chirurgien Jean-Baptiste Darnet, qui signale à un apothicaire bordelais, Villaris, l’existence de terre blanche utilisée par sa femme pour faire sa lessive. C'est à ce gisement que Limoges doit sa réputation de capitale de la porcelaine en France.
En 1769, Louis XV achète le gisement, faisant de la production de porcelaine un privilège royal. C'est seulement à partir de cette date qu'on a le droit de fabriquer de la porcelaine en France. La fondation de la première manufacture de porcelaine limousine, celle des frères Grellet et Massié-Fournérat, date de 1771. En 1774, la manufacture de Limoges passe sous la protection du comte d'Artois. Cette manufacture restera de 1784, date d'obtention officielle du titre de manufacture royale, à 1794, une annexe de Sèvres.

### L'époque des grandes manufactures

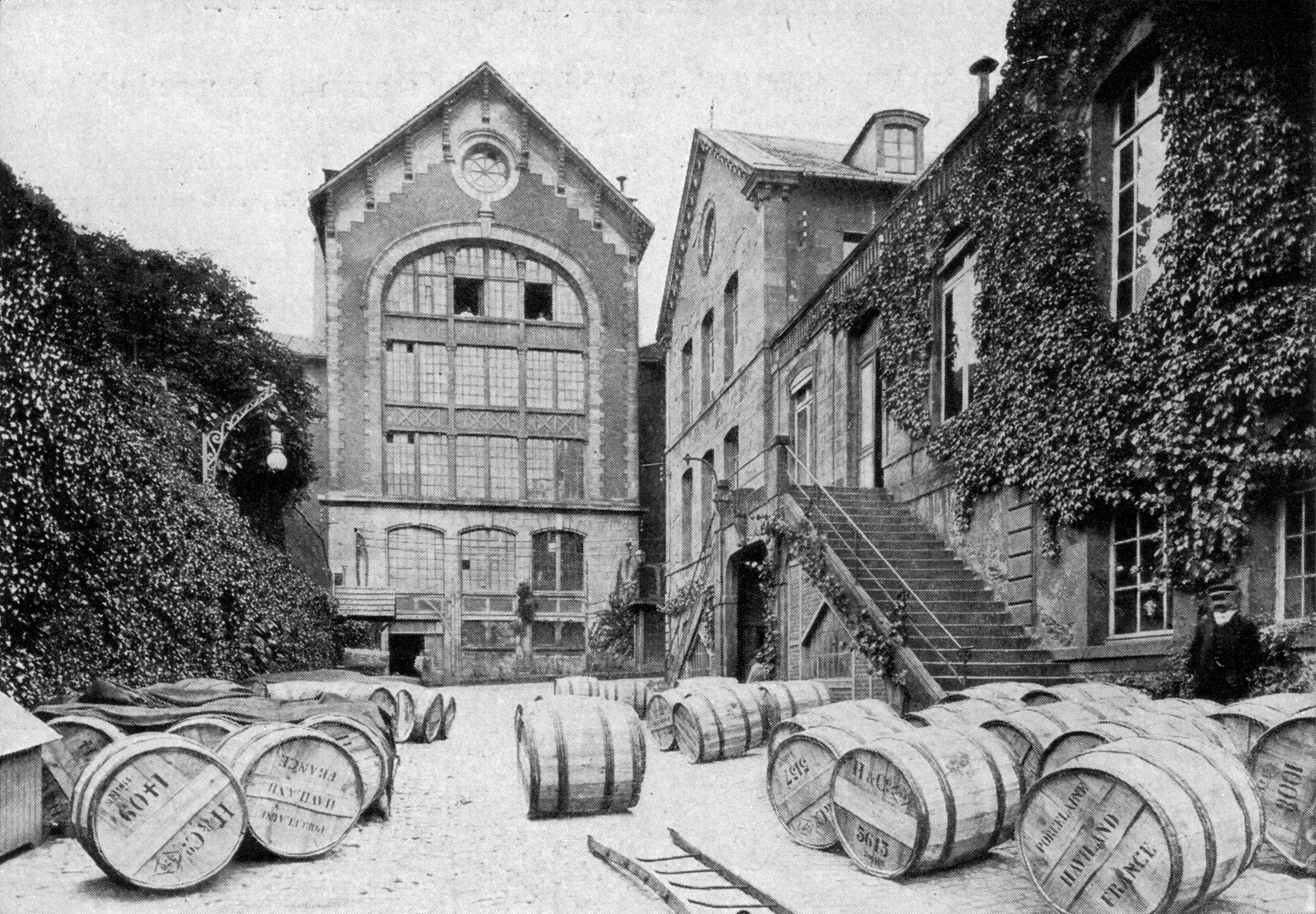
Usine de porcelaine Haviland au début du XXe siècle : les tonneaux de porcelaine sont prêts à l'expédition vers les États-Unis.

Mise à mal durant la période révolutionnaire, l'industrie porcelainière reprend son expansion avec François Alluaud aîné, l'un des industriels précurseurs du développement de l'industrie porcelainière limousine dans la première moitié du XIXe siècle. À la tête de sa manufacture en 1800, il innove et améliore les procédés de fabrication. La manufacture Alluaud (aujourd'hui Royal Limoges) contrôle en outre toute la production de kaolin, les gisements étant tous situés sur ses propriétés. En 1807, on dénombre à Limoges cinq fabriques, fonctionnant grâce à sept fours, employant environ deux-cents ouvriers, et dont la production représente une valeur de 230 000 francs.
Les kaolins du Limousin sont réputés pour leur blancheur. Broyés dans des moulins situés sur la Vienne, ils alimentent, outre l'industrie locale, les manufactures de porcelaine d'Alcora, Amsterdam, Copenhague, Dresde, Frankenthal, Höchst, Londres, Mayence, Nyon, Zurich et Saint-Pétersbourg.
En 1827, la ville compte seize manufactures. Les années de la Restauration sont également marquées par la fondation de fabriques dans la campagne limousine (Coussac-Bonneval, Magnac-Bourg, Solignac, Saint-Brice, Saint-Léonard, Bourganeuf, etc.)
À cette époque, l'industrie porcelainière nourrit une grande partie de la population limougeaude. Le flottage du bois destiné à cette industrie exige de la main-d'œuvre pour retirer le bois de la rivière, l'empiler et le livrer aux fabriques pour l'alimentation des fours à porcelaine. Le cycle de fabrication des porcelaines fait appel à de nombreuses professions différentes. Durant la décennie 1830, huit nouvelles se créent à Limoges.  À partir de 1836 et la suppression des droits d'octroi sur le bois à l'entrée de Limoges qui jusqu'alors expliquaient la multiplication des usines à la campagne, les fabriques gagnent davantage la ville.  
À partir du milieu du siècle, à la suite de l'impulsion donnée par l'Américain Haviland, on en compte plus de trente. C'est ce dernier qui séduit à Paris par la qualité et la finesse de la production limousine, va encourager le secteur de la décoration sur porcelaine sur le site limougeaud, en accord avec les goûts de la clientèle américaine. En 1848, on compte dix-neuf fabriques et dix-sept ateliers de décor à Limoges. Le chiffre d'affaires global de la société Haviland atteint les quatre millions de francs. L'année 1853 est marquée par la création de sa fabrique regroupant ateliers de fabrication et ateliers de décoration, employant 400 ouvriers. 
Le Second Empire est la première période de forte croissance de la porcelaine de Limoges, en cela soutenue par l'activité de la banque régionale Tarneaud. Le cap des dix-mille ouvriers est atteint en 1891.
L'activité se développe notamment grâce au bois de chauffage qui est mis à flotter sur la Vienne depuis la Montagne limousine et qui est arrêté à Limoges via un grand ramier, en fonction jusqu'en 1897. Le développement du transport ferroviaire contribue également à l'essor du secteur.
- Productions porcelainières des XIXe et XXe siècles

Productions porcelainières des XIXe siècle et XXe siècles
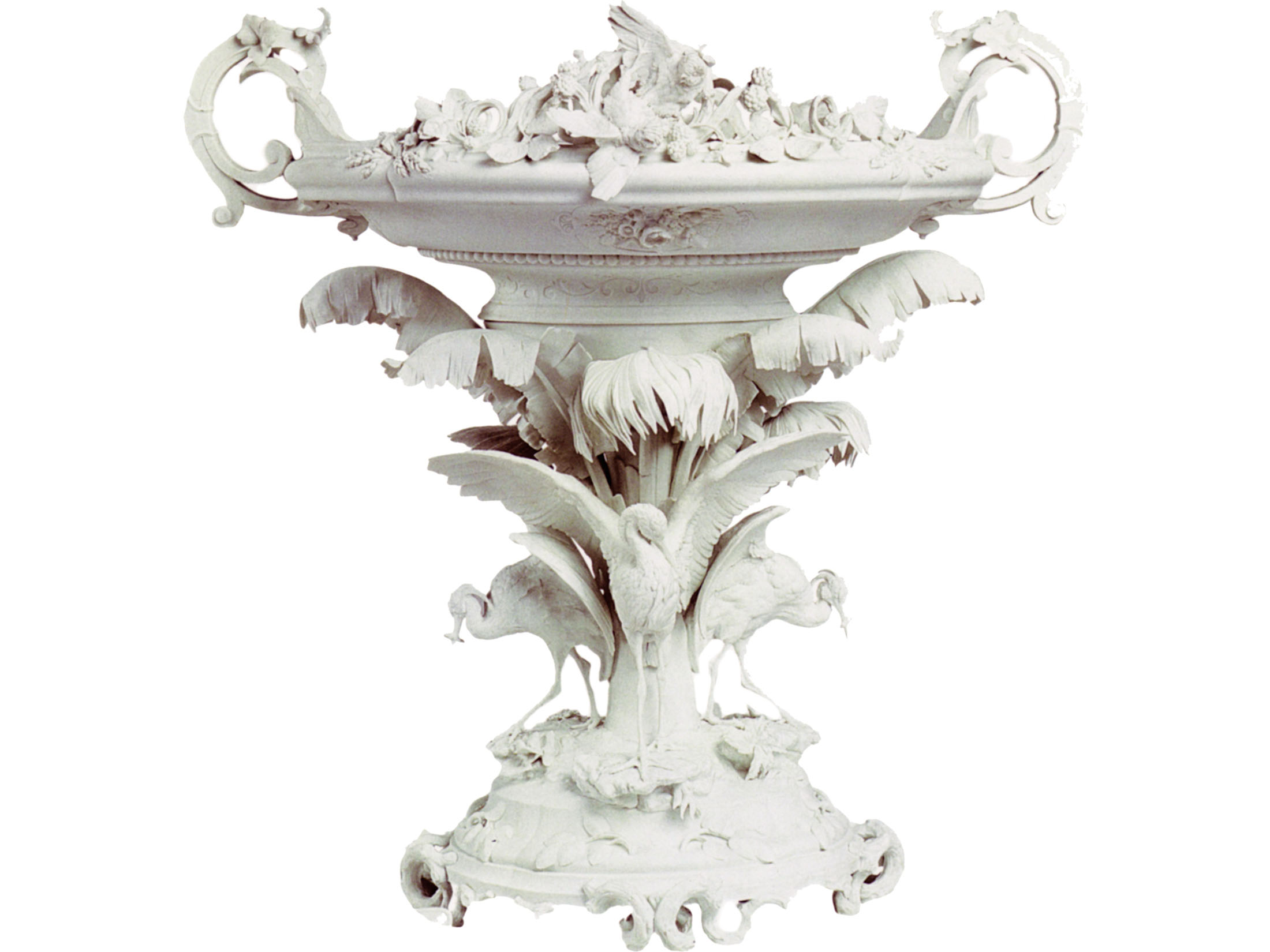
Biscuit de porcelaine dure, Manufacture Pouyat, 1855.
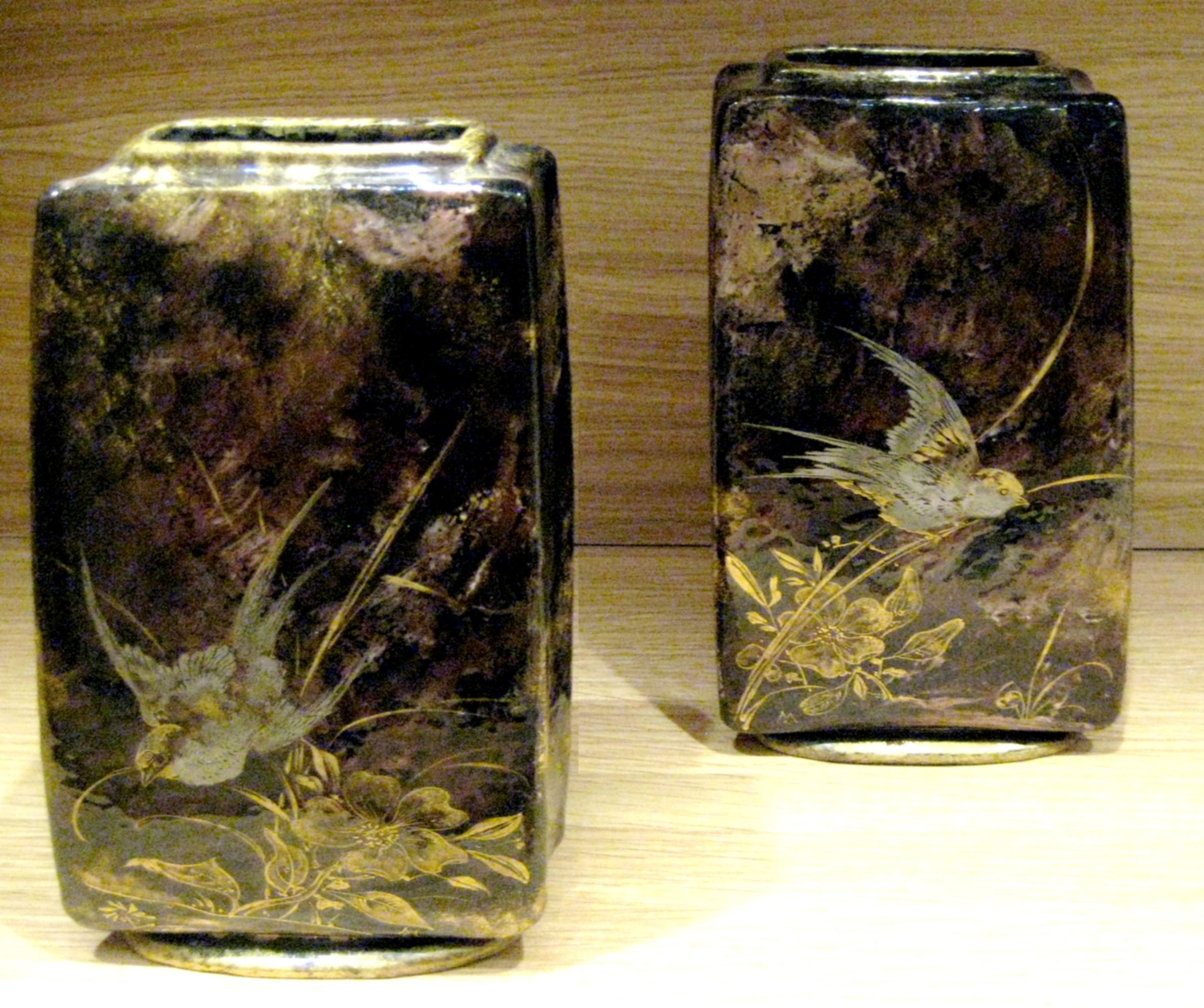
Manufacture Haviland and Company, 1872-1882, Musée d'Orsay.
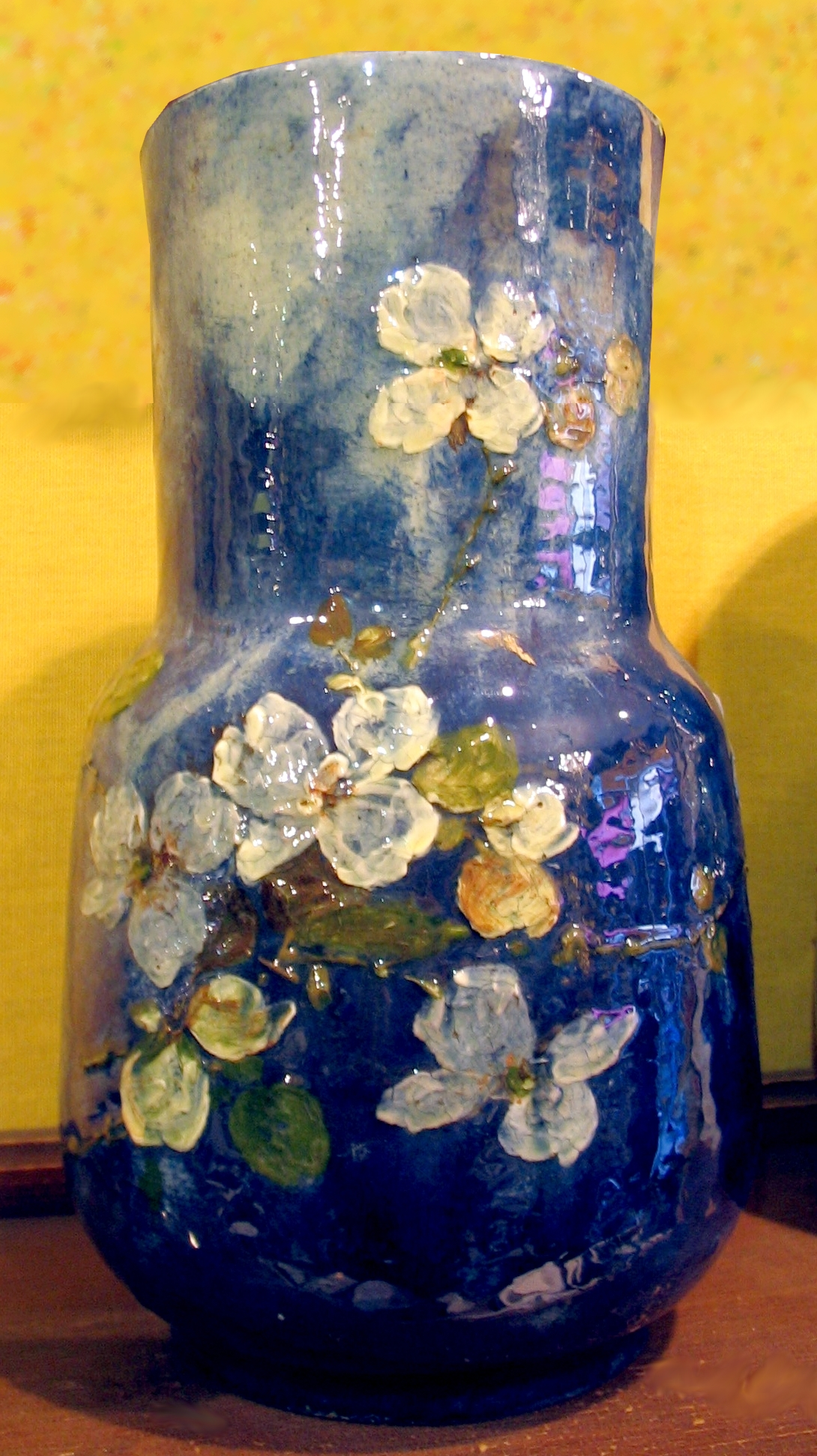
Vase à décor impressionniste par Théodore Haviland, vers 1890.
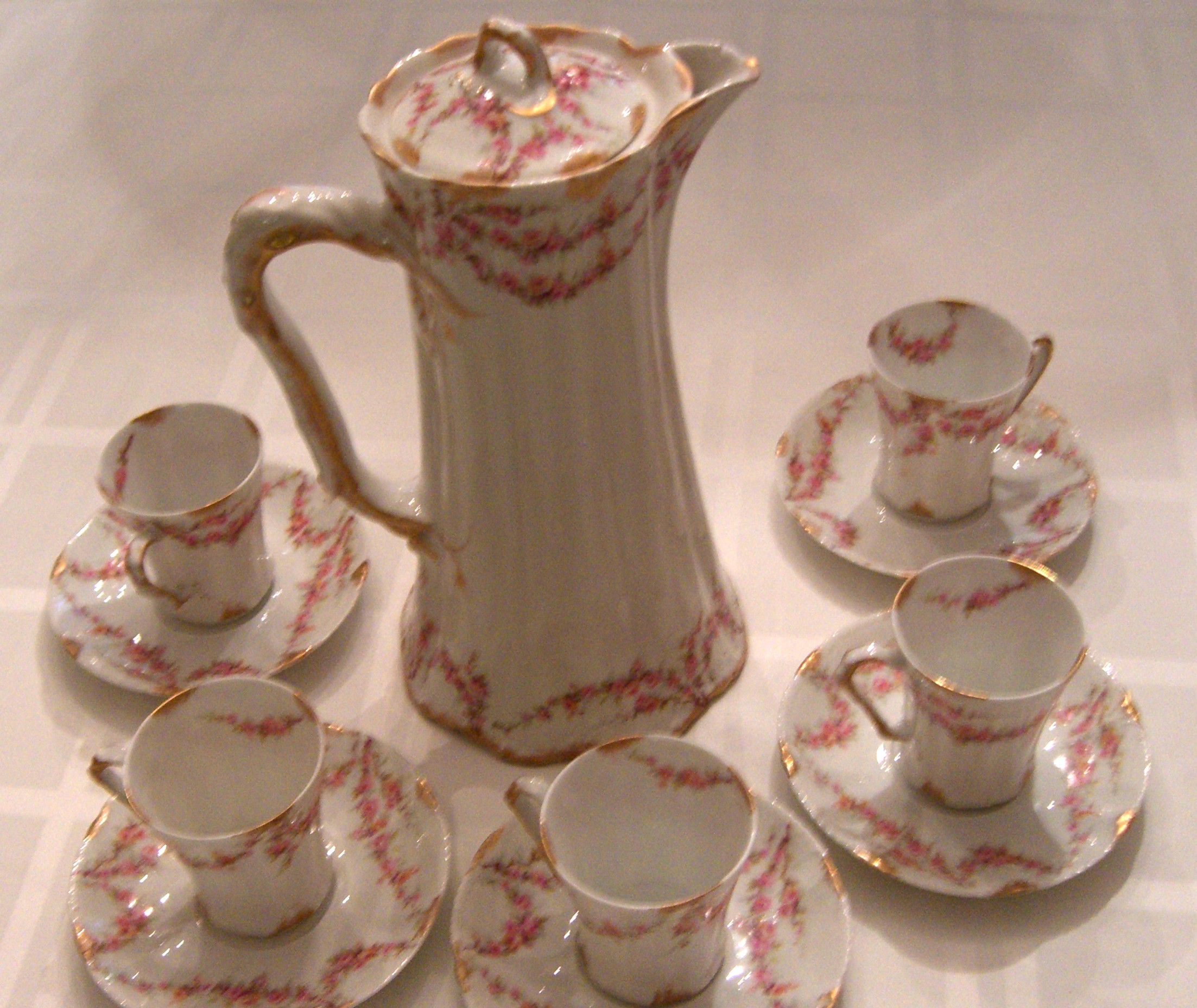
Service à chocolat Haviland, vers 1900.
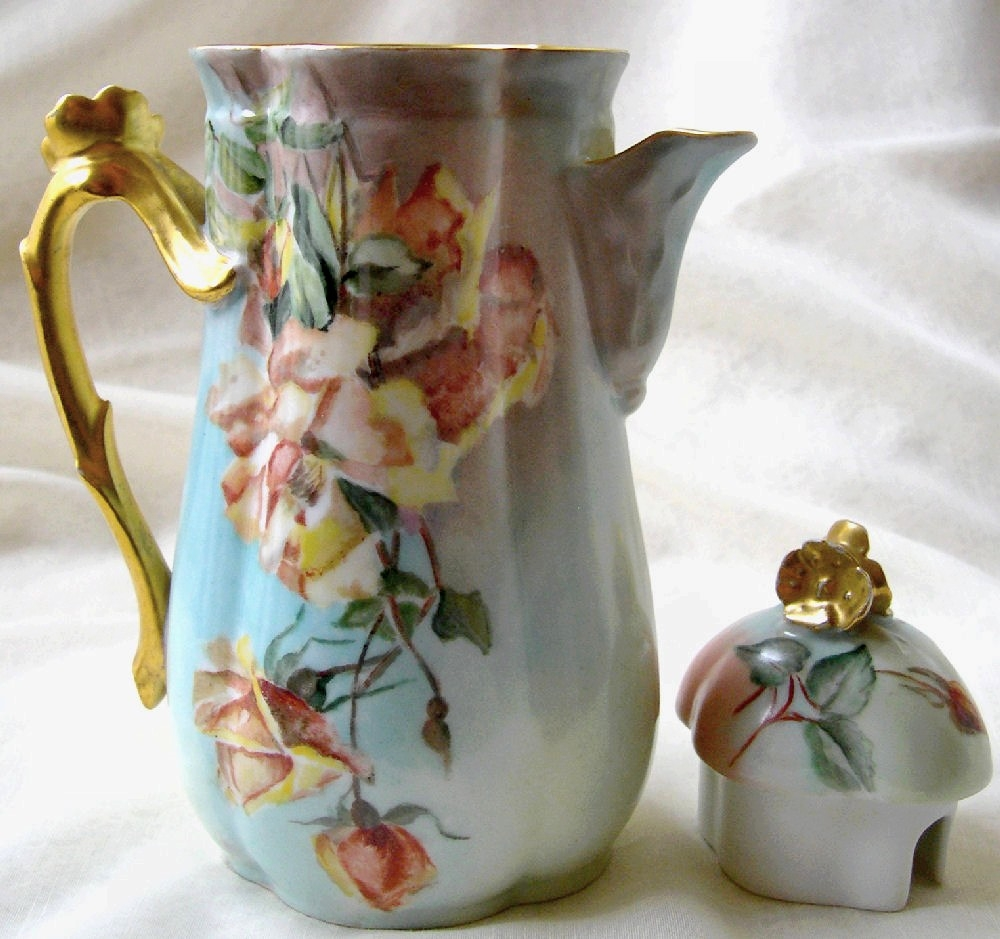
Pot à chocolat, début XXe siècle.

### Restructurations duXXesiècle
Les conditions de travail sont des plus éprouvantes du fait des lourdes charges à porter dans les carrières de kaolin, tandis que l'intoxication par le sel de plomb provoque la mort de dizaines d'ouvriers chaque année dans les manufactures. Les ouvrières sont aussi confrontées à la discrimination salariale, avec une rémunération inférieure à celle des hommes.

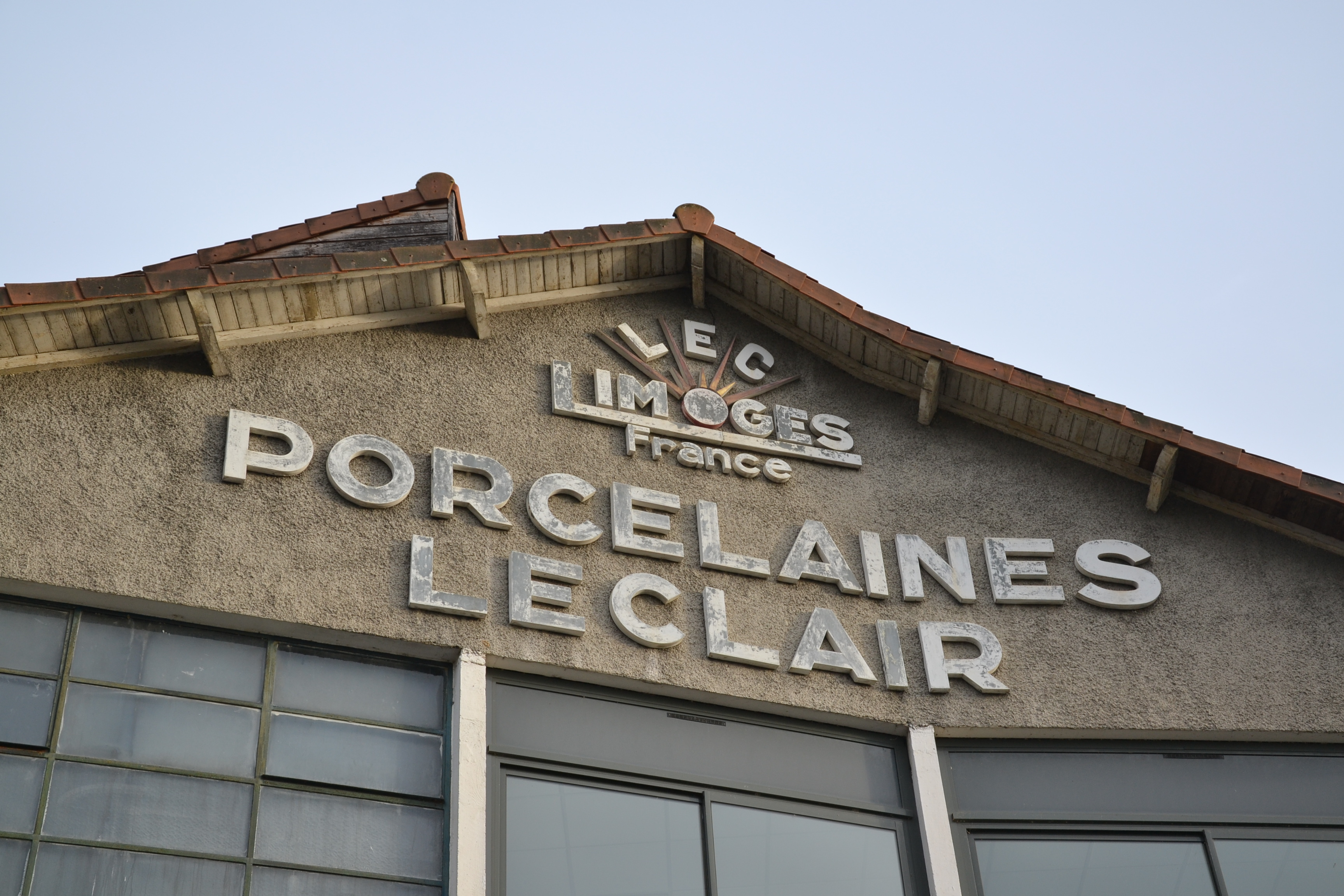
Anciennes manufactures Leclair, Limoges.

Symptôme des conditions de travail difficiles, des grèves ouvrières très dures éclatent en 1905, ce sera la révolte des porcelainiers. Le parti socialiste et le mouvement anarchiste de même que les syndicats ouvriers font le plein d'adhésions. Cependant le parti communiste peine à recruter.
La crise de 1929 et les deux conflits mondiaux assènent un coup à l'industrie porcelainière, en dépit d'efforts nourris dans le sens d'une modernisation de l'activité. Les difficultés économiques favorisent les reconversions d'activité : Jean Mondot élargit en 1919 l'activité de la manufacture Betoule et Legrand pour créer une activité d'appareillage électrique, qui devient rapidement l'usine Legrand. Les changements dans les habitudes de consommation réorientent progressivement la production vers le secteur du luxe.

### Porcelaine de Limoges auXXIesiècle: entre niches d'excellences et quête de protection

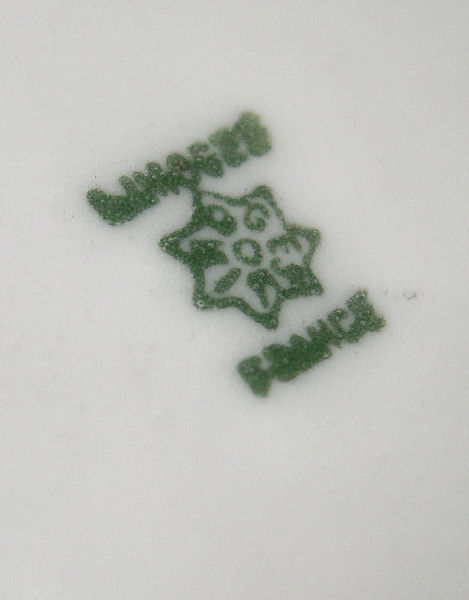
Marque d'une porcelaine de Limoges. Retourner son assiette pour y lire la signature Limoges constituerait une pratique courante qui appartient à la culture populaire limougeaude,.

Au XXIe siècle, toute porcelaine fabriquée dans le département de la Haute-Vienne est marquée d'un tampon au vert de chrome « Limoges France » associé à des initiales ou symboles qui permettent d'identifier les différents fabricants.
Le secteur de la porcelaine représente, en Haute-Vienne, une douzaine de manufactures principales et mille salariés[source secondaire souhaitée]. Les principales manufactures sont les maisons Bernardaud, Haviland, Raynaud, Doralaine (Deshoulières), Royal Limoges. Plusieurs de ces entreprises bénéficient du label Entreprise du patrimoine vivant.
En 2008, la porcelaine de Limoges est inscrite à l'Inventaire du patrimoine culturel immatériel en France. 
En novembre 2011, la France demande que la porcelaine de Limoges soit inscrite sur la liste du Patrimoine culturel immatériel de l'humanité, mais le dossier est finalement retiré par l'État après une observation de la part de l'UNESCO, reprochant à la candidature d'accorder avant tout un souci au devenir commercial de l'activité.
Les manufactures de porcelaine traversent une crise profonde depuis les années 1980, et le secteur ne se soustrait pas à la logique de délocalisation. Ainsi, de grandes maisons sont parfois rachetées par des groupes étrangers, qui externalisent la production en Chine et exploitent abusivement des marques célèbres. En effet, il semble que « certains fabricants entretiennent la confusion en mélangeant sciemment des produits d'importations avec des produits de fabrication locale en jouant sur la renommée de leur marque » profitant d’un cadre réglementaire confus. Ainsi, l'industrie porcelainière tunisienne entretient la confusion en utilisant une matière première qu'elle dit provenir de Limoges et par conséquent qu'elle nomme « pâte de Limoges ». L’Union des fabricants de porcelaine de Limoges se bat contre ces dérives, notamment grâce à la défense de la dénomination « Limoges », bien que celle-ci ne réponde encore à aucun règlement juridique précis. En 2011 est émise l'idée de proposer l'intégration de certains produits manufacturés, dont la porcelaine de Limoges, aux procédures de labellisation de type AOC, et l'hypothèse est réaffirmée en 2013 par la ministre de l'Artisanat Sylvia Pinel. Cette perspective, soutenue par l'Association de défense de gestion IGP Porcelaines de Limoges, l'Union des fabricants de porcelaines de Limoges et l'association Esprit Porcelaine, se concrétise en 2015 par une promesse de Carole Delga, secrétaire d'État chargée du commerce et de l'artisanat, et en 2017 par le dépôt officiel du dossier de demande d'IGP,. L'Indication géographique est accordée en décembre 2017,.
En 2013, seuls quatre fours à porcelaine subsistent sur le territoire de la commune de Limoges : outre le four des Casseaux, le seul qui soit accessible aux visiteurs, demeurent un ancien four de l'usine Haviland de l'avenue Émile Labussière, un ancien four de la Fabrique de Montjovis restauré en 1856, et celui de l'usine Laporte rue François Chénieux.

Fours à porcelaine
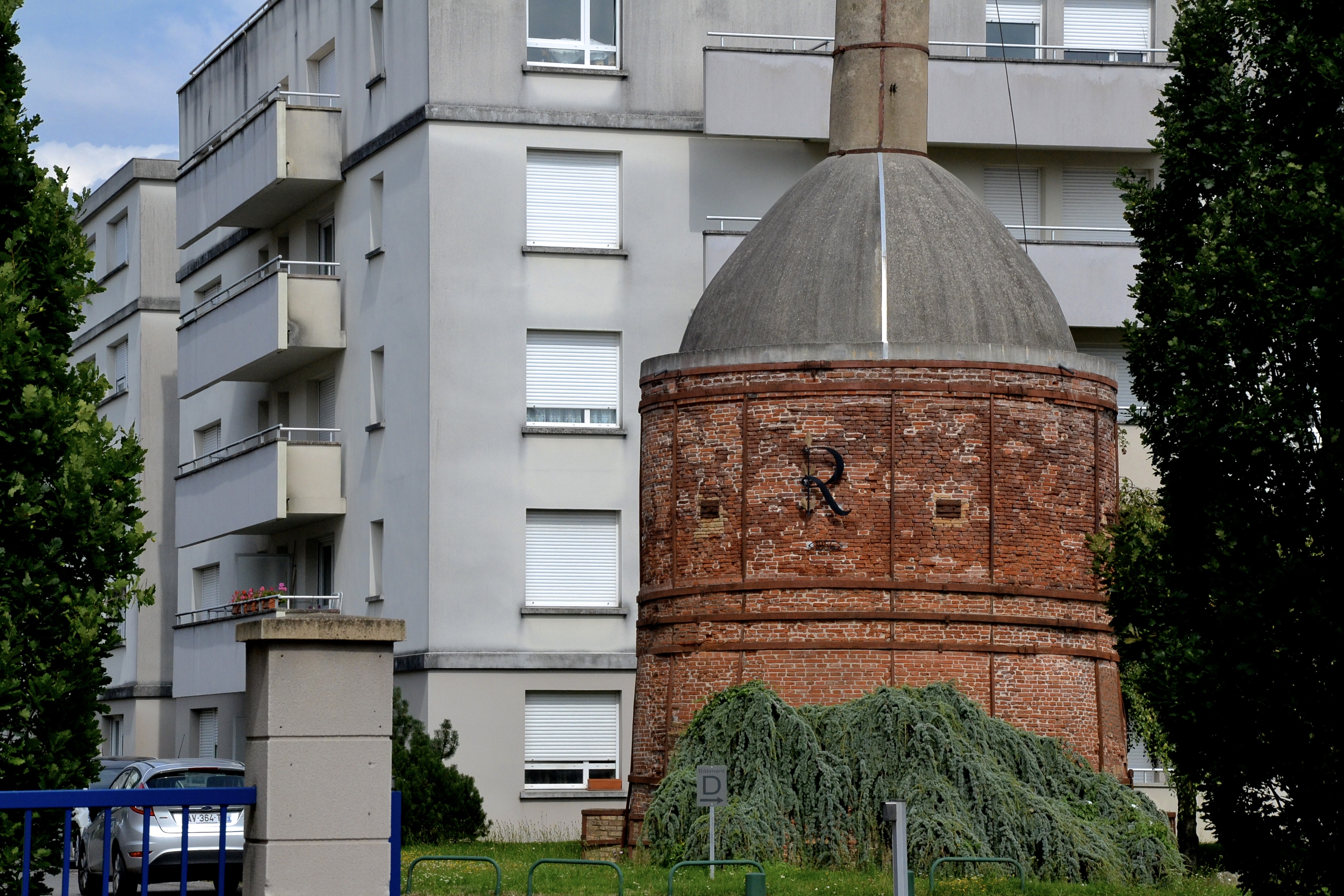
Four Raynaud, vers 1856.
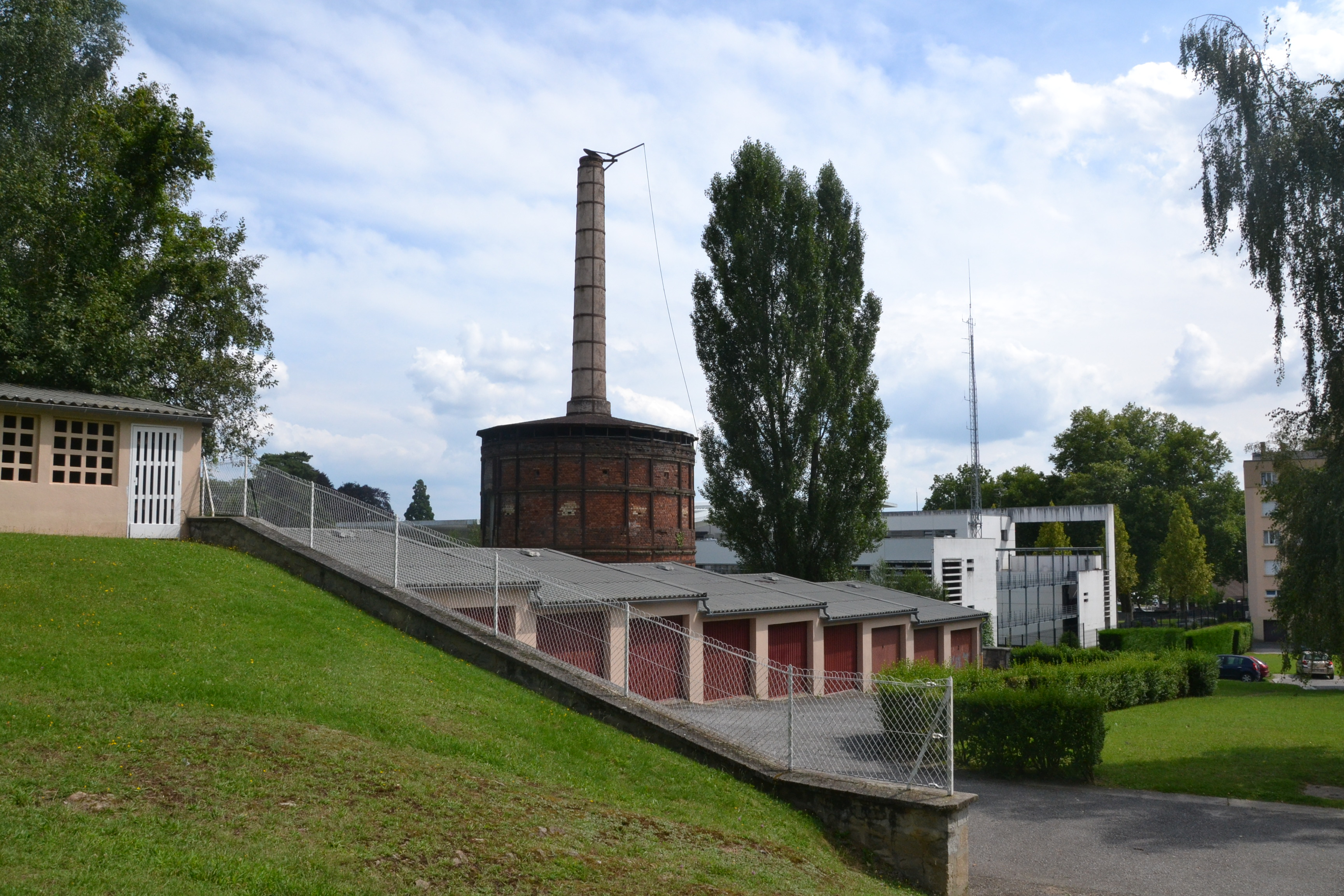
Four à porcelaine Haviland, 1907.
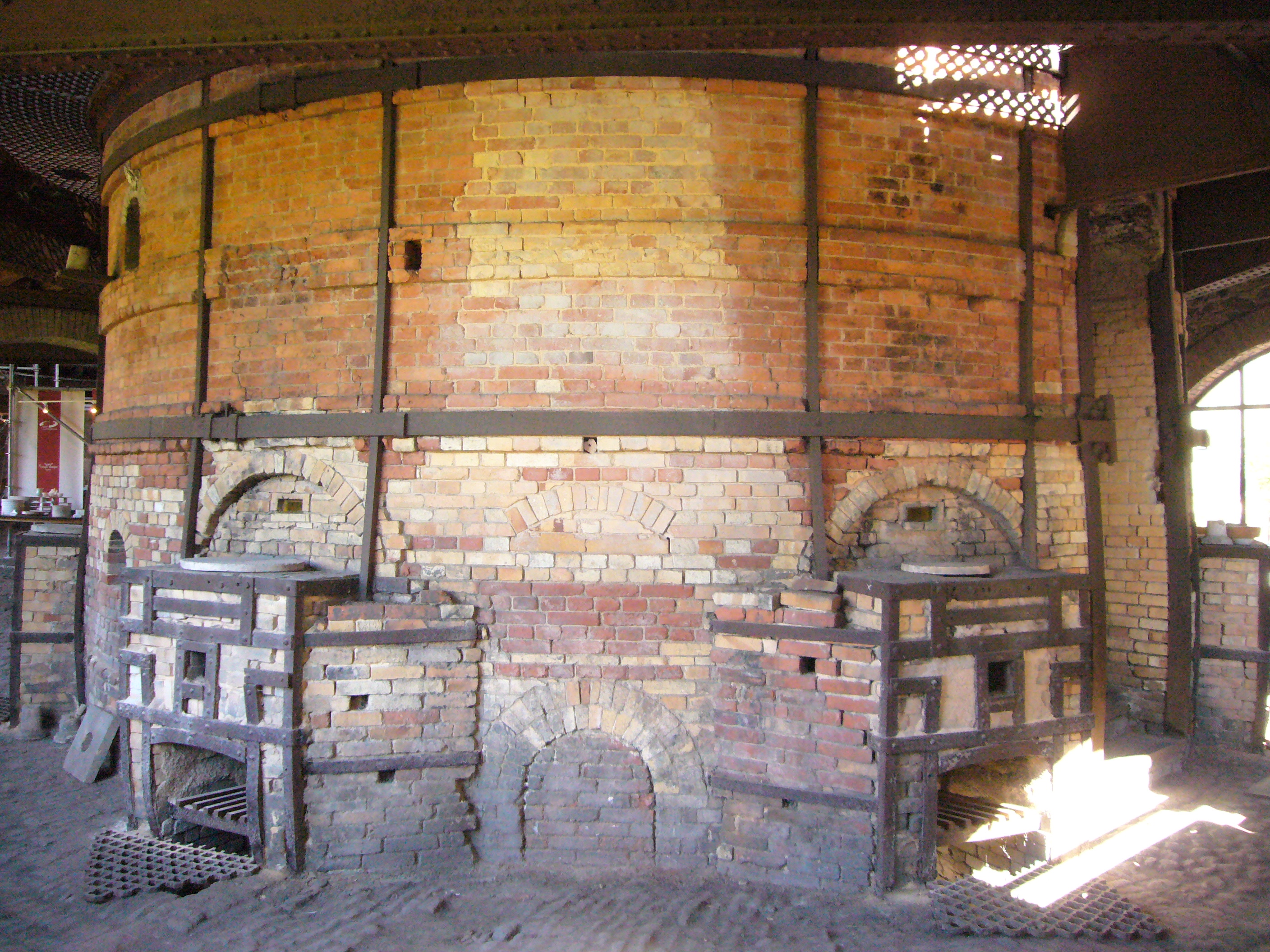
Le four des Casseaux.

#### Liste des fabricants industriels contemporains de porcelaine de Limoges
- Arquié (Limoges)
- Artoria (Limoges)
- Bernardaud (Limoges)
- Carpenet (Saint-Léonard-de-Noblat)
- J.L. Coquet - Jaune de Chrome (Saint-Léonard-de-Noblat)
- Deshoulières (Le Dorat)
- Haviland (Limoges)
- Maison de la Porcelaine (Aixe-sur-Vienne)
- Medard de Noblat (Sauviat-sur-Vige)
- Mérigous (Feytiat)
- MP Samie (Saint-Yrieix-la-Perche)
- Jacques Pergay (Limoges)
- Porcelaines de La Fabrique (Saint-Brice-sur-Vienne)
- Raynaud (Limoges)
- Robert Haviland & C. Parlon (Isle)
- Royal Limoges (Limoges)

## La porcelaine de Limoges dans les arts
Plusieurs œuvres littéraires inscrivent leur intrigue dans le milieu porcelainier et son histoire, comme Les Destinées sentimentales (1934) de Jacques Chardonne, ou la suite Le Pain noir (1956-1961) de Georges-Emmanuel Clancier. Ces deux livres ont fait l'objet d'adaptations audiovisuelles, en 1974 par Serge Moati pour le premier, et en 2000 par Olivier Assayas pour le second.
En 2015, le vidéaste limougeaud Ryan Lafarge (« Les Films d'Euriane ») produit une vidéo recensant un grand nombre d'apparitions de la porcelaine de Limoges dans la production cinématographique et musicale des XXe et XXIe siècles. Cette sélection comprend des références aussi variées que des films français contemporains comme Les Femmes du 6e étage, des séries anglophones des années 1950 à 2000 comme Alfred Hitchcock présente, Chapeau melon et bottes de cuir, Friends ou Grey's Anatomy, de grands succès hollywoodiens comme Out of Africa, des productions des années 1930 comme Le Crime de monsieur Lange ou des spectacles d'humour comme ceux de Shirley et Dino.
En 2022, l'acteur Nicolas Maury, natif de Saint-Yrieix-la-Perche où le kaolin limousin a été découvert au XVIIIe siècle, sort un titre appelé Porcelaine de Limoges, prélude à la publication d'un album du même nom en janvier 2023.